# Liste des épisodes d'Eureka
Cet article présente la liste des épisodes de la série télévisée américaine Eureka. Les épisodes sont classés par ordre chronologique, correspondant au déroulement de l’histoire de la série.

## Première saison (2006)
1. Rencontre d’un nouveau type (1re partie) (Pilot — Part 1)
2. Rencontre d’un nouveau type (2e partie) (Pilot — Part 2)
3. Une femme peut en cacher une autre (Many Happy Returns)
4. Mémoires volées (Before I Forget)
5. Paranoïa (Alienated)
6. Invincible (Invincible)
7. Danger imminent (Dr Nobel)
8. Condamnés à réussir (Blink)
9. Intelligence artificielle (Right As Raynes)
10. Test grandeur nature (Primal)
11. Tombé sur la tête (Purple Haze)
12. Mlle Sarah et M. Brad (H.O.U.S.E. Rules)
13. L’Odyssée d’Eureka (Once in a Lifetime)

### Webisodes (2006)
1. Prologue
2. Part One
3. Part Two
4. Part Three
5. Part Four
6. Part Five
7. Part Six
8. Part Seven

## Deuxième saison (2007)
Le 4 octobre 2006, la série est renouvelée pour une deuxième saison de treize épisodes, diffusée du 10 juillet au 2 octobre 2007.
1. La Légende du Phœnix (Phoenix Rising)
2. Passation de pouvoir (Try, Try Again)
3. Vague de froid (Unpredictable)
4. Un jeu dangereux (Games People Play)
5. Menace sur Eureka (Duck, Duck Goose)
6. Rends-moi mon rêve (Noche De Suenos)
7. Cinquante ans d’absence (Family Reunion)
8. Grosse tête (E = MC…?)
9. L’Homme invisible (Sight Unseen)
10. Des voix impénétrables (God Is in the Details)
11. Attirances incontrôlables (Maneater)
12. L’Alchimiste (All That Glitters…)
13. Chambre de survie (A Night at Global Dynamics)

## Troisième saison (2008-2009)
Le 27 septembre 2007, la série est renouvelée pour une troisième saison, diffusée en deux parties : du 29 juillet au 16 septembre 2008, et la deuxième partie du 10 juillet au 18 septembre 2009.
1. Les Caprices d'un drone (Bad to the Drone)
2. Télé irréalité ? (What About Bob?)
3. Chiens robots (Best in Faux)
4. Journée sans fin (I Do Over)
5. Le Virus de la momie (Show Me the Mummy)
6. Dématérialisation (Phased and Confused)
7. Un deuxième soleil (Here Come the Suns)
8. Un passé qui vous hante (From Fear to Eternity)
9. Bon vent, Shérif ! (Welcome Back Carter)
10. Double Personnalité (Your Face or Mine?)
11. Duel à l’éprouvette (Insane in the P-Brane)
12. Tous les coups sont permis (It's Not Easy Being Green)
13. L'Art de la compression (If You Build It…)
14. Le Vaisseau du savoir (Ship Happens)
15. Noyade interne (Shower the People)
16. Amnésie contagieuse (You Don't Know Jack)
17. Prélèvement glacial (Have an Ice Day)
18. Le Projet Némésis (What Goes Around Comes Around)

## Quatrième saison (2010-2011)
Le 24 juillet 2009, la série est renouvelée pour une quatrième saison de 22 épisodes. Elle a été diffusée en deux parties de onze épisodes chacun, du 9 juillet au 10 septembre 2010, un épisode de Noël diffusé le 7 décembre 2010, et la deuxième partie du 11 juillet au 19 septembre 2011 et un autre épisode de Noël le 6 décembre 2011.
1. La Journée des fondateurs (Founder's Day)
2. Présent composé (A New World)
3. Débordements collectifs (All the Rage)
4. La Semaine de l’espace (The Story of O2)
5. Hors du temps (Crossing Over) - crossover avec Warehouse 13[10]
6. Des robots et des hommes (Momstrosity)
7. De marbre (Stoned)
8. Ex Aequo (The Ex-Files)
9. Temps mort (I'll Be Seeing You)
10. Le Petit Noël (O Little Town)
11. Lancement clandestin (Liftoff)
12. Juke-box (Reprise)
13. Mission Astraeus (Glimpse)
14. Un braquage pas ordinaire (Up in the Air)
15. Dans la peau des autres (Omega Girls)
16. Des mites et des hommes (Of Mites and Men)
17. Je pars, toi non plus (Clash of the Titans)
18. Déjà vu (This One Time at Space Camp…)
19. Un petit pas… (One Small Step)
20. Le Grand Saut (One Giant Leap)
21. Animations incontrôlées[11] (Do You See What I See)

## Cinquième saison (2012)
Le 17 août 2010, la chaîne a renouvelé la série pour une cinquième et dernière saison. Puis le 11 août 2011, Syfy a commandé un épisode supplémentaire afin de permettre une conclusion convenable à la série, soit treize épisodes, diffusés depuis le 16 avril 2012 sur cette même chaîne.
1. À des années-lumière (Lost)
2. Sommeil artificiel (The Real Thing)
3. Intervention virtuelle (Force Quit)
4. Chaud devant ! (Friendly Fire)
5. Toi, toi, mon toi (Jack of All Trades)
6. Simulation catastrophe (Worst Case Scenario)
7. Houhou… Holly ! (Ex-machina)
8. Blagues à débordement (In Too Deep)
9. Un shérif de génie (Smarter Carter)
10. Lune de miel et Bricolage (The Honeymooners)
11. Mission clonage, première partie (Mirror, Mirror)
12. Mission clonage, deuxième partie (Double-Take)
13. Un jour de plus (Just Another Day…)

Source titres FR